# Liste des interstates dans le district de Columbia
Les Interstates dans le district de Columbia font partie du réseau des autoroutes inter-états et sont entretenues par le District Department of Transportation (DDOT). Le district compte deux autoroutes principales et quatre autoroutes auxiliaires.

## Liste des autoroutes principales
| Numéro | Longueur (mi) | Longueur (km) | Terminus sud / ouest                       | Terminus nord / est                     | Créée | Notes                         |
| ------ | ------------- | ------------- | ------------------------------------------ | --------------------------------------- | ----- | ----------------------------- |
| I-66   | 1,48          | 2,38          | I-66 / US 50 à la frontière de la Virginie | US 29 à Foggy Bottom                    | 1977  |                               |
| I-95   | 0,11          | 0,18          | Woodrow Wilson Bridge (Capital Beltway)    | Woodrow Wilson Bridge (Capital Beltway) | 1977  | Pas d'indication de frontière |
|        |               |               |                                            |                                         |       |                               |

## Liste des autoroutes auxiliaires
| Numéro       | Longueur (mi) | Longueur (km) | Terminus sud / ouest                                   | Terminus nord / est                     | Créée    | Notes                                                                    |
| ------------ | ------------- | ------------- | ------------------------------------------------------ | --------------------------------------- | -------- | ------------------------------------------------------------------------ |
| I-195        | 1,90          | 3,06          | I-395 à Southwest Federal Center                       | US 50 à Mount Vernon Square             | proposée | Remplacera l'I-395 dans le Third Street Tunnel                           |
| I-295        | 7,25          | 11,67         | I-295 à la frontière du Maryland à Blue Plains         | I-695 / DC 295 à Anacostia              | 1964     |                                                                          |
| I-395        | 3,48          | 5,60          | I-395 / US 1 à la frontière de la Virginie à Southwest | US 50 à Mount Vernon Square             | 1977     |                                                                          |
| I-495        | 0,11          | 0,18          | Woodrow Wilson Bridge (Capital Beltway)                | Woodrow Wilson Bridge (Capital Beltway) | 1991     | Pas d'indication de frontière                                            |
| I-695        | 1,39          | 2,24          | I-395 à Southwest Federal Center                       | I-695 / DC 295 à Fairlawn               | 1961     | Sera remplacée par un extansion de l'I-395 lorsque l'I-195 sera réalisée |
| - Non-ouvert |               |               |                                                        |                                         |          |                                                                          |